# Nomia nortoni
Nomia nortoni är en biart som beskrevs av Cresson 1868. Nomia nortoni ingår i släktet Nomia och familjen vägbin.

## Underarter
Arten delas in i följande underarter:
- N. n. nortoni
- N. n. cressoni